# Хрипунов, Яков Игнатьевич
Яков Игнатьевич Хрипунов (? — 1630 год) государственный деятель, воевода и основатель Енисейска.

## Биография
Происходил из ржевских дворян. Возможно, впервые попал в Сибирь вместе с отцом сосланным около 1594 года в городок Таборы Пелымского уезда. Первый раз упоминается в источниках в августе 1611 года как сторонник польского королевича Владислава. После воцарения Михаила Фёдоровича вернулся на службу в Москву. В 1620-21 годах упоминается как голова стрельцов в Астрахани. В 1622-25 — воевода в Енисейске (1-й московский воевода в этом городе). В 1623 организовал первое русское посольство в Бурятскую землю и отправил вверх по Енисею экспедицию Андрея Дубенского, которая составила чертеж «угожего места в Качинской землице на Красном Яру» (будущего Красноярска). После приезда в Москву отстаивал в приказе Казанского дворца проект строительства острога на Красном Яру. За заслуги в освоении Сибири был награжден: в октябре 1626 присутствовал за государевым столом во время царского похода на богомолье в селе Рубцове, пожалован чином московского дворянина. В 1627 или 1628 вновь послан из Москвы в Енисейск для сыска серебряной руды. В 1629 отправился во главе экспедиции на Лену, участвовал в бою с бурятами. Умер в Сибири.